# All Apologies
«All Apologies» (с англ. — «Все извинения») — песня американской гранж-группы Nirvana, написанная Куртом Кобейном и выпущенная в сентябре 1993 года в третьем альбоме коллектива In Utero. 6 декабря, песня была выпущена в качестве второго сингла альбома на стороне «А», совместно с песней «Rape Me». «All Apologies» стала третьей песней группы, которая достигла первого места в хит-параде Modern Rock. Кроме этого, песня заняла 32 место в хит-параде UK Singles Chart.

## Написание и запись
«All Apologies» была написана около 1990 года. Первая запись песни состоялась 1 января 1991 года во время демо-сессии с Крейгом Монтгомери в Сиэтле, штат Вашингтон. Эта версия песни имела больший акцент на фолк-музыку, чем поздние версии. Крист Новоселич, вместо бас-гитары, аккомпанировал Кобейну на второй гитаре, во время игры используя несколько септаккордов, тогда как игра ударника Дэйва Грола была акцентирована на бубне.
В феврале 1993 года, Nirvana записала «All Apologies» для своего третьего альбома In Utero со Стивом Альбини в Каннон-Фолс, штат Миннесота. Песня была записана 14 февраля, и на тот момент имела рабочее название «La La La». Перед выпуском альбома, «All Apologies», вместе с «Heart-Shaped Box» и «Pennyroyal Tea», была заново смикширована Скоттом Литтом; Кобейн утверждал, что на записи Альбини вокал и бас-гитара звучали «мягко». Крист Новоселич рассматривал «All Apologies» и «Heart-Shaped Box» «воротами» к более грубому звучанию остальных композиций в альбоме, сказав журналисту Джиму Дерогатису, что как только слушатели прослушают альбом, они откроют для себя «этот агрессивный дикий саунд, настоящую альтернативную запись».

### Участники записи
- Курт Кобейн — лид-вокал, электрогитара, акустическая гитара
- Крист Новоселич — бас-гитара
- Дэйв Грол — ударные
- Кира Шейли — виолончель

## Текст песни
В интервью с биографом Майклом Азеррадом Кобейн сказал, что посвящает «All Apologies» своей жене Кортни Лав, и их дочери Фрэнсис Бин: несмотря на то, что «его песни напрямую не связаны с ними», общее настроение песни — «спокойное, счастливое», — выражает его чувства к ним.

## Выпуск
В декабре был издан двойной сингл «Аll Apologies/Rape Me» (также в него вошла песня «Moist Vagina», на британских релизах переименованная в «MV» из-за цензуры). Сингл занял 32 место в UK Singles Chart и 1 место в Hot Modern Rock Tracks. Акустическая версия этой песни появляется в концертном альбоме MTV Unplugged in New York и в сборнике Nirvana.
В 1995 году «All Apologies» была дважды номинирована на Грэмми; в 2004 году она вошла в список «500 величайших песен всех времён по версии журнала Rolling Stone» под номером 455.

## Список композиций
Автор песен — Курт Кобейн.
1. «All Apologies» — 3:50
2. «Rape Me» — 2:49
3. «Moist Vagina» — 3:34

## Позиция в хит-парадах
| Хит-парад (1993)                     | Позиция |
| ------------------------------------ | ------- |
| Irish Singles Chart                  | 20      |
| UK Singles Chart                     | 32      |
| Billboard Hot Mainstream Rock Tracks | 4       |
| Billboard Hot Modern Rock Tracks     | 1       |
| Хит-парад (1994)                     | Позиция |
| RPM Singles Chart                    | 41      |
| French Singles Chart                 | 20      |
| New Zealand Singles Chart            | 32      |